# Cable Inglés
Der Cable Inglés, auch Embarcadero de Mineral «El Alquife» oder Cargadero de Mineral, ist ein Pier in der südspanischen Hafenstadt Almería, der von 1904 bis 1970 als Erzverladerampe diente. Die Anlage gilt als industriehistorisches Denkmal und wurde seit Anfang der 2000er Jahre in zwei Phasen restauriert.

## Geschichte
Mit dem Bau der Bahnstrecke Linares Baeza–Almería wurde der Abtransport der Produktion der Erzgruben bei Alquife in der Nähe von Guadix erleichtert. Die Gruben wurden von der schottischen Alquife Mines and Railway Company Limited mit Sitz in Glasgow betrieben. Die Gesellschaft erstellte in den Jahren 1902 bis 1904 eine Erzverladerampe auf der Ostseite des Hafens von Almería, um den Erzverlad zu erleichtern. Die Bauarbeiten wurden von der schottischen Baufirma Alexander Finlay & Co., Ltd aus Motherwell ausgeführt. Bei Inbetriebnahme der Anlage war es eine der größten im ganzen Mittelmeerraum.
Die Anlage stand bis September 1970 in Betrieb und wurde danach dem Zerfall überlassen. 1998 wurde die Struktur in das Verzeichnis der schützenswerten Bauten aufgenommen. Nach mehrjähriger Restaurierung ist die Verladerampe seit dem 3. April 2023 für das Publikum begehbar und dient seither als Aussichtsplattform auf den Hafen und die Stadt Almería.

## Technik
Die Anlage besteht aus zwei Erzsilos, die aus je 20 mit Holz ausgekleideten Trichtern bestehen. Die Erzzüge erreichten über eine 900 m lange 22,5 ‰ steile Rampe die Oberseite der Struktur, wo sie das Erz in die darunterliegenden Trichter entladen können. Jeder Trichter verfügte über eine herablassbare Rutsche, über die der Inhalt mittels Schwerkraft in das Schiff gelangte.